# Estación Leones
Leones es una estación ferroviaria ubicada en la localidad homónima de la Provincia de Córdoba, Argentina.

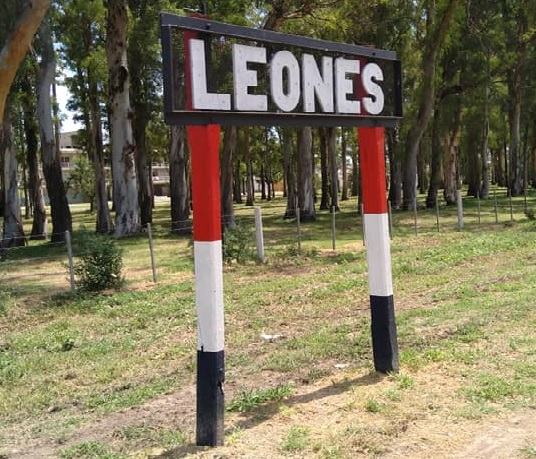
Cartel nomenclador en los alrededores de la estación Leones

## Servicios
La estación corresponde al Ferrocarril General Bartolomé Mitre de la red ferroviaria argentina.

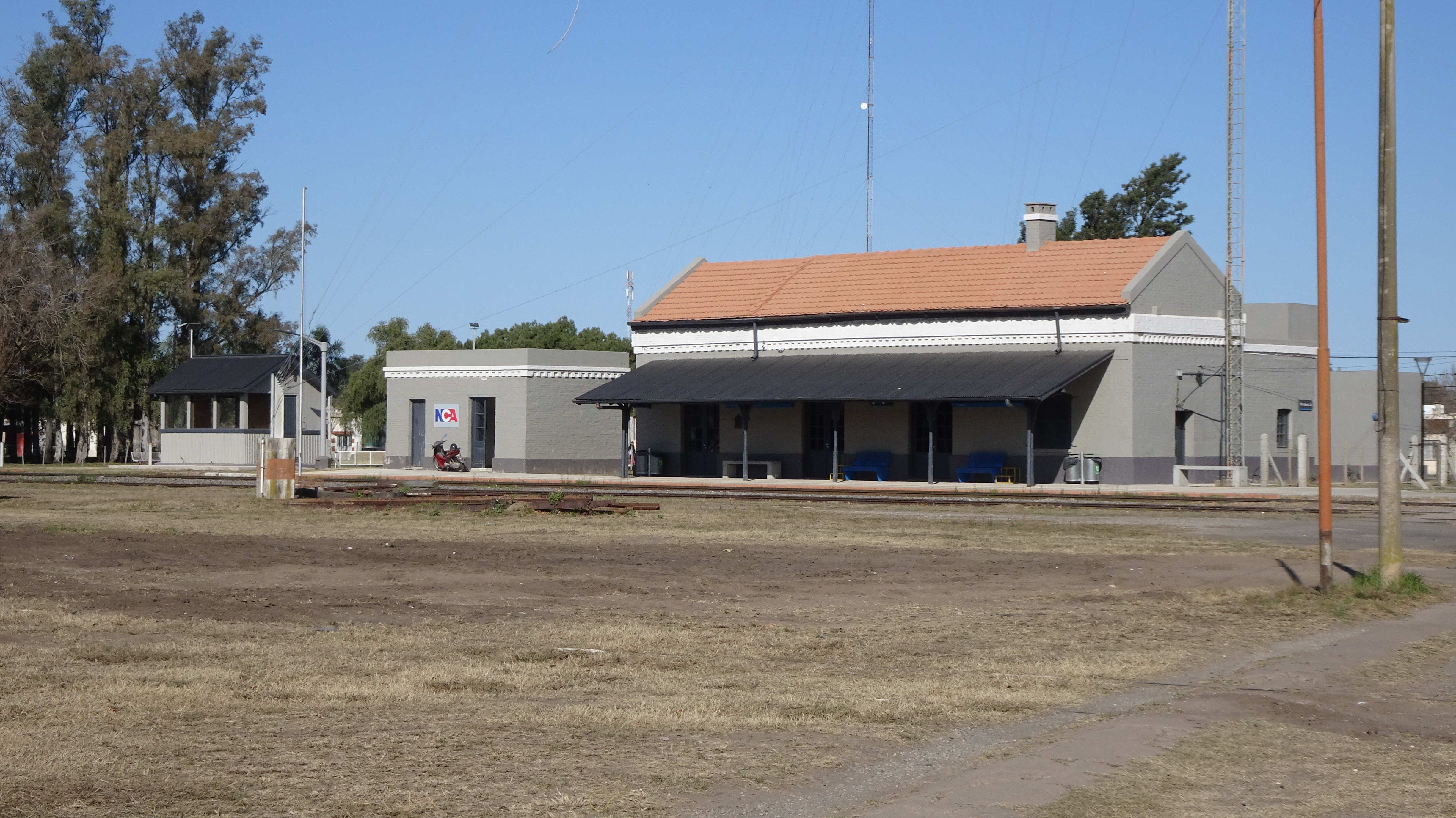
Vista del edificio de Estación

Se encuentra actualmente con operaciones de pasajeros entre Retiro y Córdoba Capital, por sus vías también transitan los servicios Retiro-Córdoba de la empresa estatal Trenes Argentinos Operaciones, haciendo parada en esta después de 30 años.